# Комбајнд Локс (Висконсин)
Комбајнд Локс (енгл. Combined Locks) град је у америчкој савезној држави Висконсин.

## Демографија
По попису из 2010. године број становника је 3.328, што је 906 (37,4%) становника више него 2000. године.
| Група             | 2000.         | 2010.         |
| Белци             | 2.363 (97,6%) | 3.170 (95,3%) |
| Афроамериканци    | 4 (0,2%)      | 8 (0,2%)      |
| Азијати           | 11 (0,5%)     | 49 (1,5%)     |
| Хиспаноамериканци | 30 (1,2%)     | 66 (2,0%)     |
| Укупно            | 2.422         | 3.328         |